# A大調

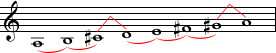
A大調音階（為全音，為半音）

A大調是一個基於A音的大調，由A、B、C♯、D、E、F♯、G♯和A組成，調號有三個升號。關係小調是升f小調，並行小調是a小調。
調號在女高音、女低音及男低音譜號標記上，G♯的調號比C♯要高。不過在男高音譜號上，G♯需要有附加線，因此會比C♯要低。